# 角山板栗山遗址
28°15′51″N 117°05′19″E / 28.26417°N 117.08861°E
角山板栗山遗址位于中国江西省鹰潭市月湖区童家镇角山徐家村旁一一角山之西北坡及河旁台地板栗山上，2013年被列为第七批全国重点文物保护单位。
角山和板栗山南北相望，童家港原在板栗山一侧，后河流改道，移至角山脚下，将角山和板栗山遗址分割开来。当代将童家港渠化改造，移至角山南侧。角山板栗山遗址在20世纪80年代初期被发现，后经江西省文物工作队多次调查和试掘而确认。遗址陶片堆积和灰坑分布的总面积达一万余平方米。1983年10月首次发掘清理，发掘面积150平方米。1986年在板栗山清理残灰坑一座，面积25平方米。2000年11月，江西省文物考古研究所进行了首次较大规模的科学发掘，揭露面积400余平方米，揭露了商代窑群和少量建筑遗迹，包括龙窑l座，半倒焰马蹄窑4座，尚有6座已露端倪，烧成坑2座以及面积较大的红烧土块与陶片的混合堆积，出土了大批文化遗物。出土遗物主要为陶器和石器，获得印纹陶片数十万片，目前已出土完整和复原器157件，其中既有生产、生活用具，还有非实用器，可能为祭器。发掘探明该遗址为商代中晚期江南地区乃至全国规模最大的专业化程度较高的、窑炉技术已达到相当水平的窑场，它将中国原始青瓷的烧造年代向前推进了1000余年。
- 硬陶三足鼎，1986年角山遗址出土
- 硬陶带把尊，1986年角山遗址出土
- 硬陶甗形器，1986年角山遗址出土